# 딜도섬

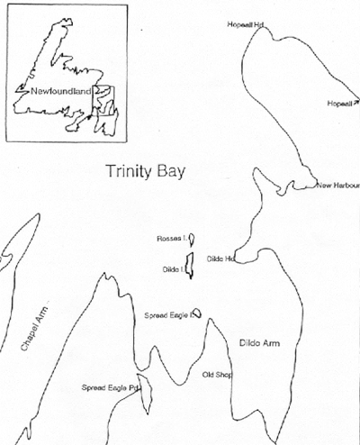
중간에 딜도섬이 있고 오른쪽에 딜도팁이 있는 트리니티 베이

딜도섬(영어: Dildo Island)은 캐나다 뉴펀들랜드 래브라도 지방에 있는 섬이다. 그것은 이웃 마을인 딜도의 해안으로부터 떨어진 트리니티베이의 바닥에 있는 딜도팁의 입구에 위치한 세 개의 섬들 중 가장 크다. 2016년 현재, 딜도는 대략 1,200명의 사람들이 살고 있다.